# Geesthacht
Geesthacht is een gemeente in de Duitse deelstaat Sleeswijk-Holstein, gelegen in de Kreis Hertogdom Lauenburg. De stad telt 31.160 inwoners.
Tegenover Geesthacht, in Nedersaksen, ligt het dijkdorp Marschacht.

## Stadsdelen
Dit zijn:
Altstadt (centrum), Besenhorst, Düneberg, Edmundstal-Siemerswalde, Grünhof, Hasenthal, Heinrichshof (voorheen: HEW-Siedlung, op de hogere rug geestgrond), Heinrich-Jebens-Siedlung, Krümmel, Oberstadt (op de hogere rug geestgrond) en Tesperhude.

## Energie
Nabij Geesthacht bevindt zich het Forschungszentrum Geesthacht (onderzoekscentrum Geesthacht) van de GKSS, voorheen Gesellschaft für Kernenergieverwertung in Schiffbau und Schiffahrt. Ook bevindt zich daar de Kerncentrale Krümmel (Kernkraftwerk Krümmel)

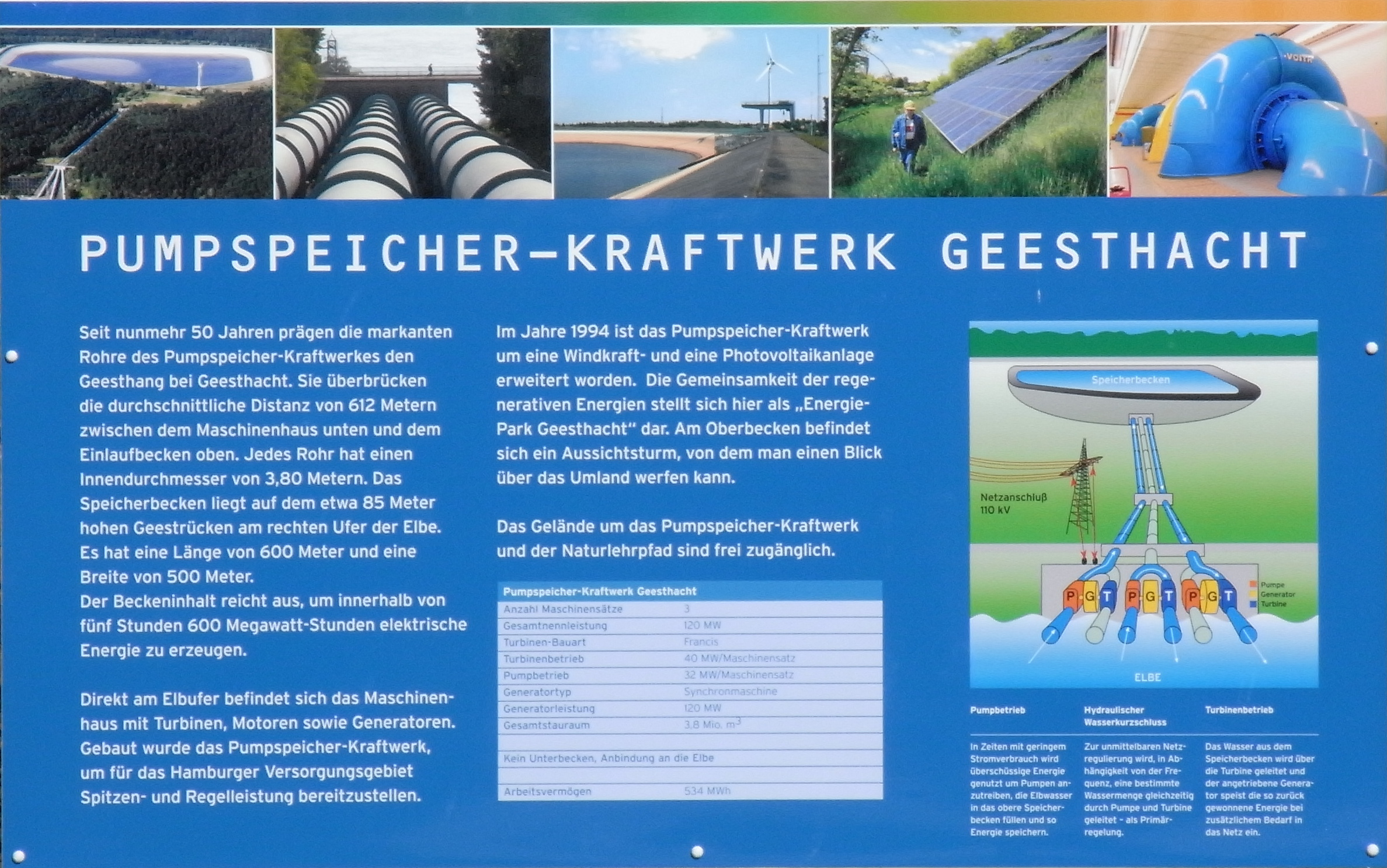
Informatiebord bij de spaarbekkencentrale

Tussen de plaats en de kerncentrale ligt een spaarbekkencentrale van Vattenfall. De centrale werd in 1958 in gebruik genomen en heeft nu een opgesteld vermogen van 120 megawatt (MW). Het water uit de bovenste spaarbekken stroomt van zo’n 80 meter hoogte in drie buizen naar drie turbines van elk 40 MW. In het bekken zit 3,8 miljoen m³ water waarvan 3,3 miljoen m³ bruikbaar is. Er is geen speciaal gemaakt benedenbekken, hiervoor wordt de Elbe gebruikt.

## Geschiedenis

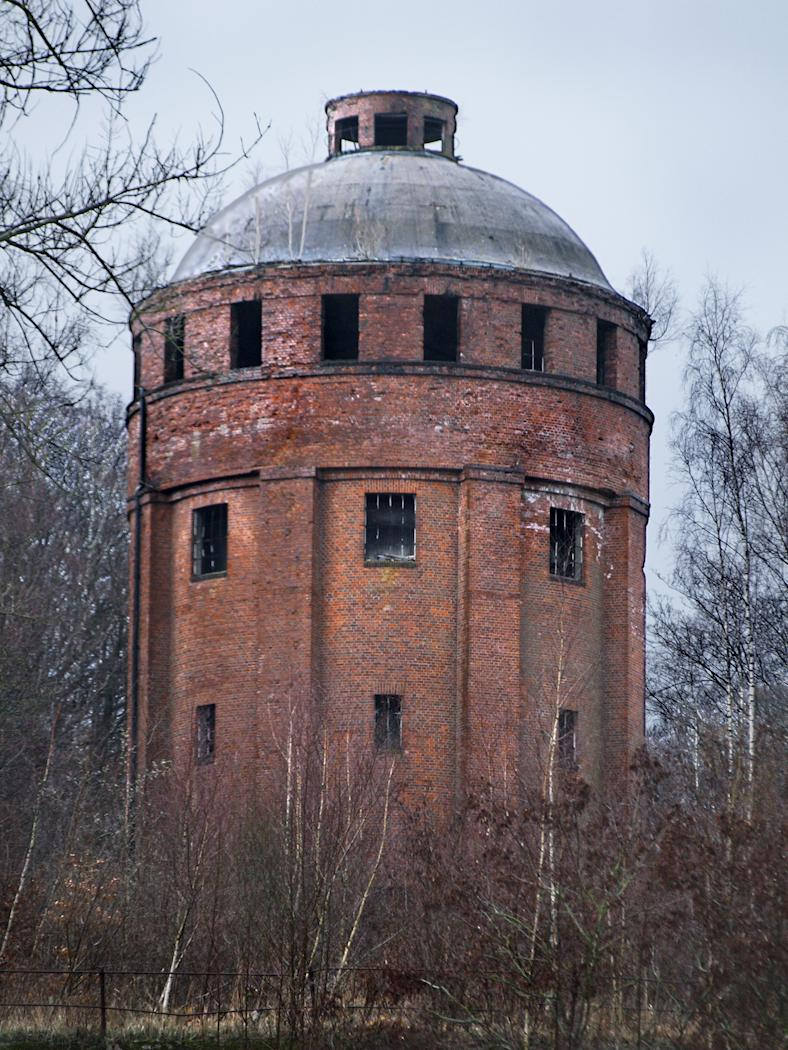
Watertoren

Geesthacht en het aan de andere kant van de Elbe gelegen Marschacht ontstonden in de middeleeuwen en waren oorspronkelijk één dorp, dat mogelijk Heghede, dorp nabij omheinde stukken land, heette (er zijn nog drie andere etymologieën mogelijk). De Elbe verlegde echter na een overstroming haar loop en deelde het plaatsje in tweeën. Uiteindelijk ontstond, vermoedelijk in de 13e eeuw, aan de noordkant het tegen hoger gelegen land aan liggende Geesthacht, en aan de zuidkant het in de rivierpolder (Marsch, Vlaams: meers) gelegen Marschacht.
In 1865 richtte de Zweedse uitvinder Alfred Nobel op de heuvel van Krümmel een dynamietfabriek op, waarschijnlijk de eerste ter wereld. Pas in 1945, in de Tweede Wereldoorlog, hield dit bedrijf op te bestaan. Het was door een geallieerd luchtbombardement vernietigd. De watertoren van dit bedrijf staat er nog wel.

## Stuw in Elbe
De plaatst grenst in het zuiden aan de Elbe. In 1960 werd ten zuidwesten van de plaats een stuw in de rivier aangelegd. Achter de stuw staat het water vier meter hoger waardoor de bevaarbaarheid van de rivier voor de binnenvaart is verbeterd. Voor het scheepvaartverkeer werd ten noorden van de rivier een nieuw kanaal gegraven waarin twee schutsluizen zijn opgenomen. Beide sluiskamers zijn 230 meter lang en 25 meter breed. De stuw en sluizen zijn een barrière voor de vissen. Er zijn twee visladders aangelegd waardoor vissen stroomopwaarts of –afwaarts kunnen zwemmen. Naast de eerste vistrap, voor kleine vissen, is in 2010 een ladder voor grotere vissen in gebruik genomen. Deze laatste is de grootste ter wereld en heeft een lengte van 550 meter. Met een breedte van 16 meter kunnen vissen tot 3,5 meter lang passeren.

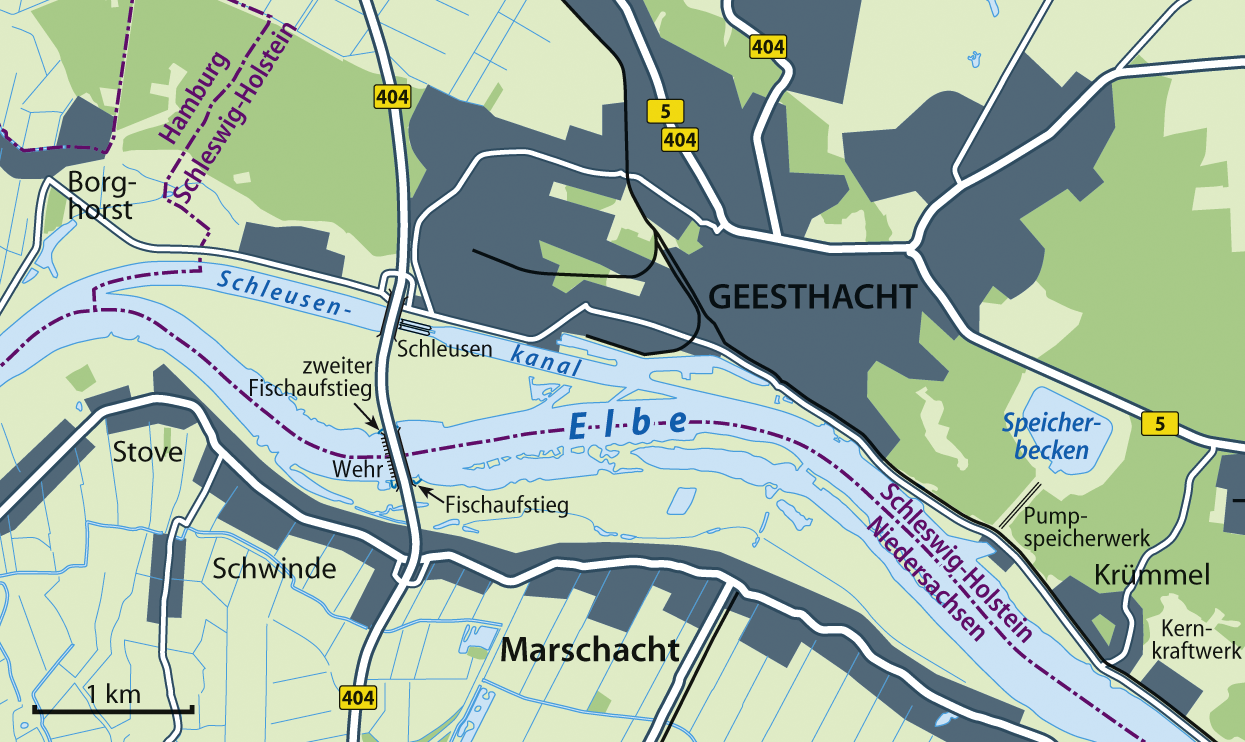
Overzichtskaart
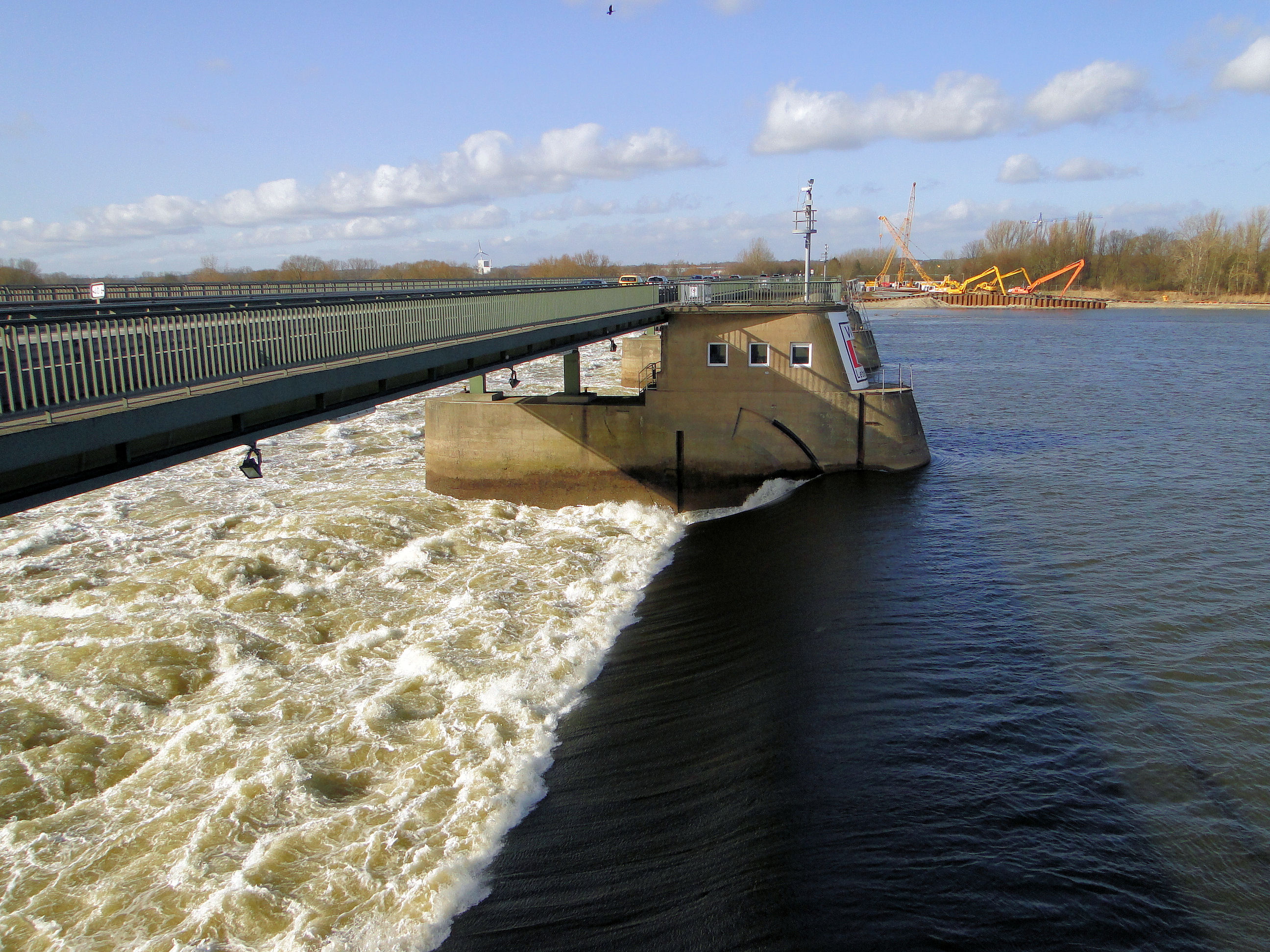
De stuw met de Bundesstraße 404
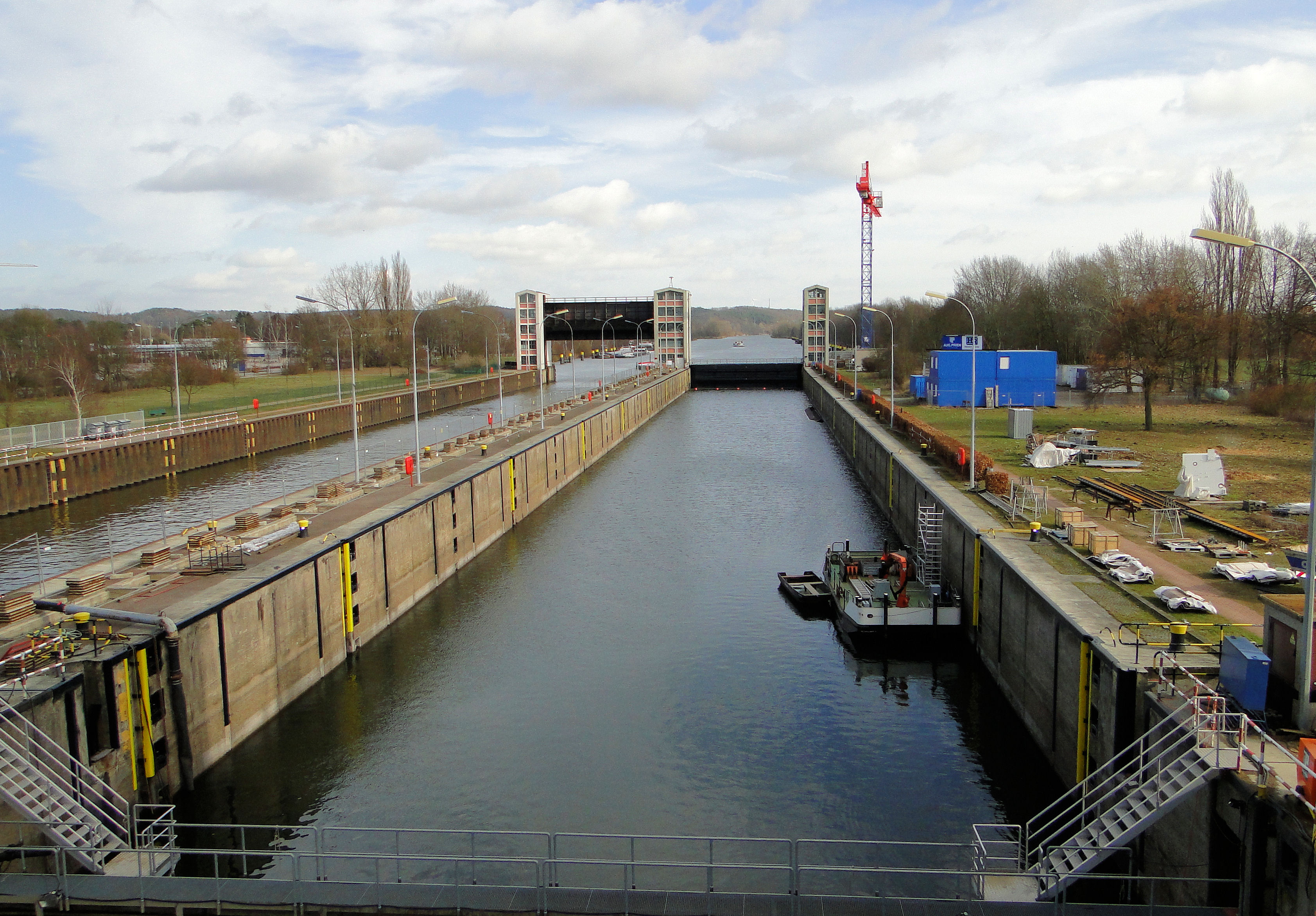
Beide schutsluizen
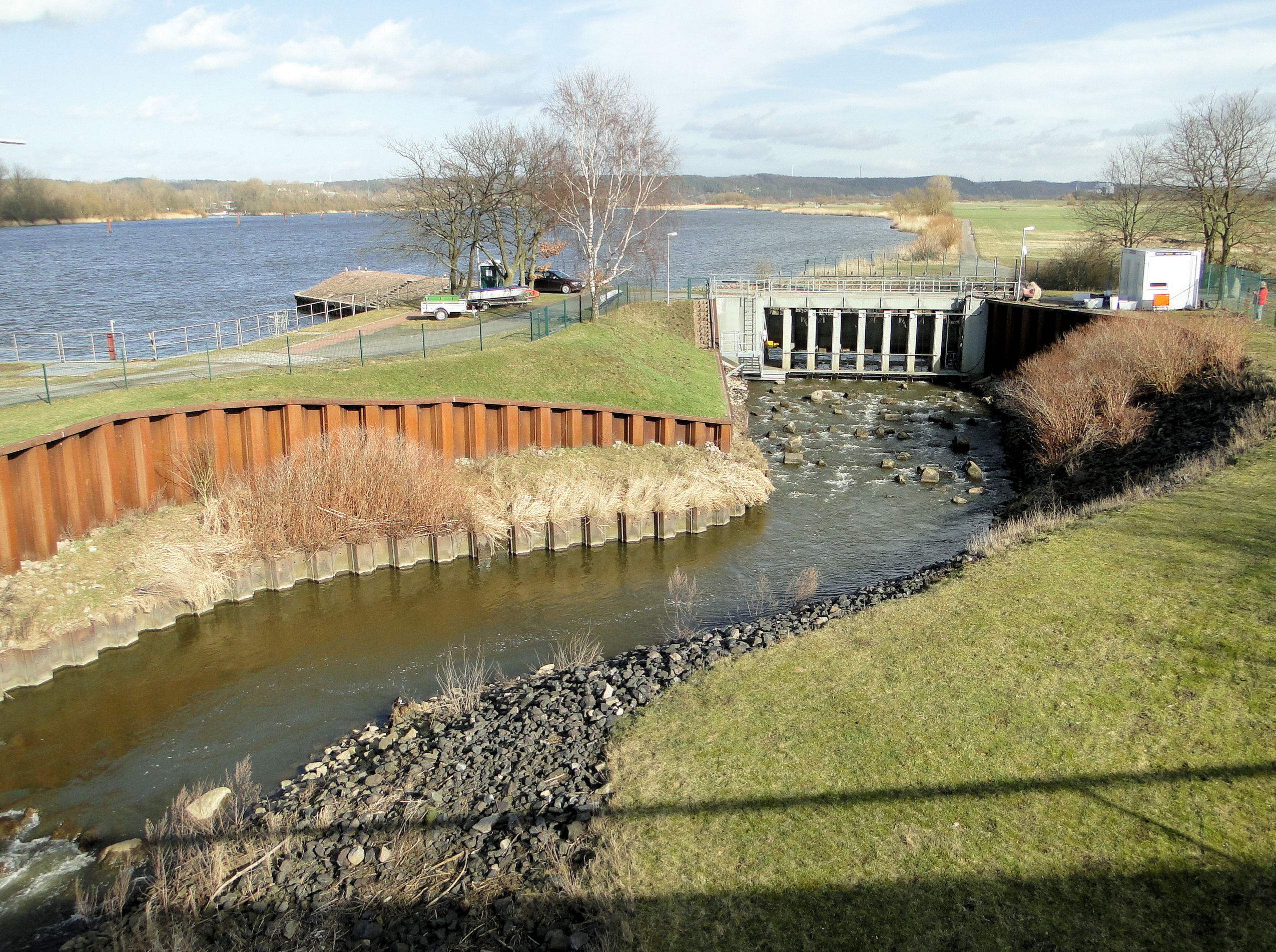
Deel van de kleine visladder
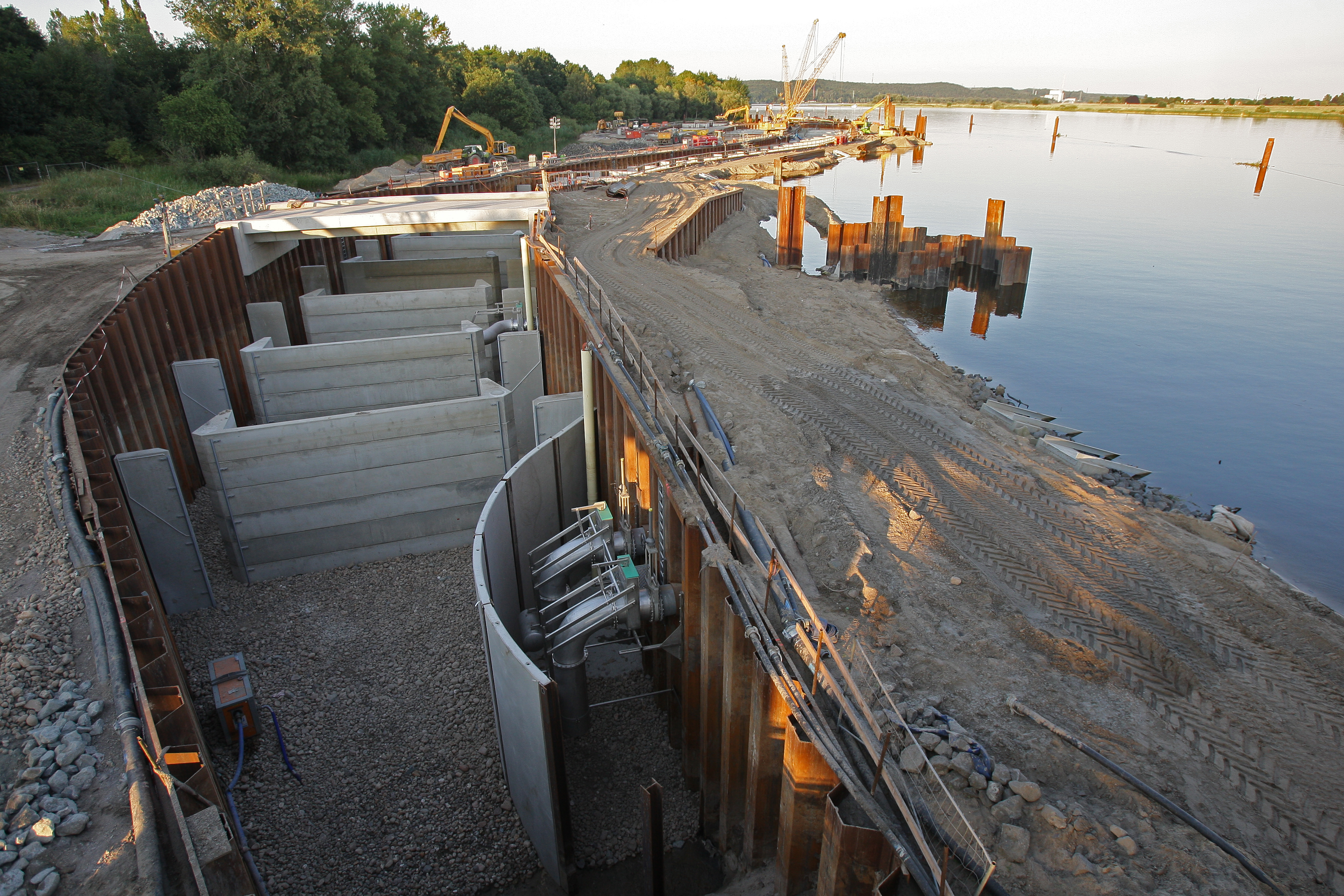
Grote visladder tijdens de bouw

Albsfelde ·
Alt Mölln ·
Aumühle ·
Bäk ·
Bälau ·
Basedow ·
Basthorst ·
Behlendorf ·
Berkenthin ·
Besenthal ·
Bliestorf ·
Börnsen ·
Borstorf ·
Breitenfelde ·
Bröthen ·
Brunsmark ·
Brunstorf ·
Büchen ·
Buchholz ·
Buchhorst ·
Dahmker ·
Dalldorf ·
Dassendorf ·
Düchelsdorf ·
Duvensee ·
Einhaus ·
Elmenhorst ·
Escheburg ·
Fitzen ·
Fredeburg ·
Fuhlenhagen ·
Geesthacht ·
Giesensdorf ·
Göldenitz ·
Göttin ·
Grabau ·
Grambek ·
Grinau ·
Groß Boden ·
Groß Disnack ·
Groß Grönau ·
Groß Pampau ·
Groß Sarau ·
Groß Schenkenberg ·
Grove ·
Gudow ·
Gülzow ·
Güster ·
Hamfelde ·
Hamwarde ·
Harmsdorf ·
Havekost ·
Hohenhorn ·
Hollenbek ·
Hornbek ·
Horst ·
Juliusburg ·
Kankelau ·
Kasseburg ·
Kastorf ·
Kittlitz ·
Klein Pampau ·
Klein Zecher ·
Klempau ·
Klinkrade ·
Koberg ·
Kollow ·
Köthel ·
Kröppelshagen-Fahrendorf ·
Krukow ·
Krummesse ·
Krüzen ·
Kuddewörde ·
Kühsen ·
Kulpin ·
Labenz ·
Langenlehsten ·
Lankau ·
Lanze ·
Lauenburg/Elbe ·
Lehmrade ·
Linau ·
Lüchow ·
Lütau ·
Mechow ·
Möhnsen ·
Mölln ·
Mühlenrade ·
Müssen ·
Mustin ·
Niendorf/ Stecknitz ·
Niendorf bei Berkenthin ·
Nusse ·
Panten ·
Pogeez ·
Poggensee ·
Ratzeburg ·
Ritzerau ·
Römnitz ·
Rondeshagen ·
Roseburg ·
Sahms ·
Salem ·
Sandesneben ·
Schiphorst ·
Schmilau ·
Schnakenbek ·
Schönberg ·
Schretstaken ·
Schulendorf ·
Schürensöhlen ·
Schwarzenbek ·
Seedorf ·
Siebenbäumen ·
Siebeneichen ·
Sierksrade ·
Sirksfelde ·
Steinhorst ·
Sterley ·
Stubben ·
Talkau ·
Tramm ·
Walksfelde ·
Wangelau ·
Wentorf (Amt Sandesneben) ·
Wentorf bei Hamburg ·
Wiershop ·
Witzeeze ·
Wohltorf ·
Woltersdorf ·
Worth ·
Ziethen
Gemeentevrij gebied: Sachsenwald